# 2D (postava)
Stuart Harold „2D“ Pot je fiktivní hudebník a člen britské virtuální skupiny Gorillaz. Zpívá a hraje na klávesy. Jeho hlas je poskytován frontmanem skupiny Blur, Damonem Albarnem a to v nahrávkách a při vystoupení, zatímco ve vedlejších případech je dabován hercem Nelsonem De Freitas. Byl vytvořen Damonem Albarnem a Jamie Hewlettem.
Zakladatel kapely Gorillaz, Murdoc Niccals, hledal zpěváka a narazil na mladého Stuarta Pota. Jednou jeli v autě, vybourali se a Stuart si poškodil oči. Zrak má v pořádku, ale jeho oči se naplnily krví a proto jsou černé. Protože byl Murdoc neopatrný řidič, při další jízdě autem se opět vybourali a Stuart si vyrazil oba přední zuby. Murdoc mu proto vymyslel přezdívku "2-D" (two dents [dva důlky]). Jak Murdoc později řekl „byl to moc pěknej mladej kluk, jak tam tak stál s těma černýma očima a modrýma vlasama. Taky uměl zpívat, tak jsem z něj udělal zpěváka. Prostě frajer.“
- Modré vlasy má proto, že jako malý spadl ze stromu, vypadaly mu všechny vlasy a narostly mu zpět, jenže modré.
- Murdoc Niccals mu často ubližoval.
- Nemá moc vysoké IQ.

## Role jako muzikant
Postava 2D zpívá a hraje na klávesy. Umí hrát na kytaru stejně jako Murdoc, ale oba dva to nechávají na Noodle. Ve většině případech zpívá 2D mnohem nižším hlasem, než když s někým hovoří. Jeho hlasový rozsah je velmi široký a zpíval vše od barytonu, po falzet. Všechny jeho zpívané hlasy tvoří Albarn, včetně veršů v hitu „Feel Good Inc.“ z roku 2005, zatímco mluvené hlasy jsou prací herce jménem Nelson De Freitas, například dvoudílný projekt Phase One: Celebrity Take Down a Phase Two: Slowboat to Hades. V roce 2017 De Freitase nahradil Kevin Bishop.
2D dříve zřejmě míval vliv na psaní textů (o čemž svědčí informace na obalu debutového alba Gorillaz), i přes to, že jeho inteligence je údajně velmi nízká.
Murdoc nutil Damona Albarna, aby čas od času učil 2D-ho zpívat lépe, než už umí, což bylo řečeno v Damonově rozhovoru pro NME.
2D byl uveden v písních „FM“ od Nathana Hainese a „Small Time shot Away“ od skupiny Massive Attack.

## Životopis
Stuart Pot se narodil 23. května 1978, Davidu a Rachel Potovým. Jeho pravé jméno je Stuart Pot (příjmění Potových dříve bylo Tusspotovi, ale jeho otec ho změnil krátce před tím, než se Stuart narodil), ale je často zkracováno na Stu-Pot. Narodil se v Herdfortshiru a vychován byl v Crawley, v Anglii. Jeho otec, David Tusspot, pracoval jako mechanik a vlastnil „Tusspotovic Výstaviště“. Jeho matka, Rachel Tusspotová, byla sestřička, která zásobovala Stu-Pota prášky proti bolestem hlavy. Stu-Pot nebyl velmi inteligentní. Spíše byl znám jako laskavý chlapec s obecným zalíbením v hudbě.V deseti letech se uhodil do hlavy, když padal ze stromu a to mu způsobilo výpadek vlasů. Když vlasy opět narostly, byly 'azurově modré'.
Stu-Potovo životní drama začalo v jeho 19 letech, když hooligan Murdoc Niccals (31) záměrně naboural své auto, Opel Astra, stěnou Empória Strýčka Norma - kde Stu-Pot pracoval - ve snaze probourat se dovnitř a ukrást syntezátory. Murdocův nárazník narazil přímo do Stu-Potovi tváře, což mu způsobilo krvácení do jednoho oka, přes které však může vidět. Murdoc byl poté zatčen a odsouzen k 30 000 hodinám veřejně prospěsných prací a také měl alespoň 10 hodin týdně pečovat o Stu-Pota.
O rok později, v chabém pokusu zaujmout nějakou ženu, Murdoc předvedl hodiny se svým autem na Tesco parkovišti v Nottinghamu. Stu-Pot prolétl čelním sklem a narazil hlavou do obrubníku, což mu způsobilo krvácení do druhého oka. Když se Stu-Pot probral a pohlédl na Murdoca, Murdoc věděl, že měl před sebou svého frontmana "Modrovlasého boha s požkozenýma očima" a dal Stu-Potovi přezdívku 2D, po dvou důlcích (z angl. 2 Dents) v jeho hlavě. Stu-Pot je přezdívkou spokojen a začne jí zbožňovat tak moc, že plně upustí od svého pravého jména a jako 2D se podepisuje i do formálních dopisů. Jméno: Two, příjmení: D...
..Tím pádem má tedy na kontě několik těžkých poranění hlavy a k tomu všemu trpí naprostým nedostatkem přirozené inteligence. Toto Damon Albran a Jamie Hewlett okomentovali tím, že 2D má prázdný papírek tam, kde by měl být mozek.Navzdoru tomuto slouží jako hlavní zpěvák hudební skupiny Gorillaz. Během přestávky šel 2D pracovat na pouť, která patřila jeho otci, v Eastbourne. Vybíral peníze pro jízdu nazvanou Tobogánovka (z angl. The Switchback Ride) a tady potkal Shane Lynche, bývalého člena Boyzone, a stali se přáteli. Tou dobou, kdy se kamarádili, 2D přejal takzvaný teddy boy style a chodíval se flákat po městě společně s Shanem. 2D si moc nelámal hlavu s Gorillaz to té doby, než mu Noodle o čtyři roky později poslala textovku a on se rozhodl vrátit do Kongu s plně obnovenou důvěrou, když si uvědomil, že to on je zodpovědný za úspěch Gorillaz..